# Секундерабад
Секундерабад је град у Индији у држави Андра Прадеш. Према незваничним резултатима пописа 2011. у граду је живело 213.698 становника.

## Становништво
Према незваничним резултатима пописа, у граду је 2011. живело 213.698 становника.
| 1991.   | 2001.   | 2011.   |
| ------- | ------- | ------- |
| 171.148 | 206.102 | 213.698 |